# Кузнецов, Николай Николаевич (футболист)
Никола́й Никола́евич Кузнецо́в (30 августа 1963, Липецк) — советский и российский футболист. Оператор «Металлурга» Липецк.

## Футбольная карьера
Воспитанник липецкого футбола. Начинал профессиональную карьеру в «Металлурге». В 1988 играл в калининградской «Балтике». С 1989 по 1994 за «Металлург» провёл 127 матчей, в которых отметился 4 мячами. Далее играл в «Химике» Данков. В 1996 выступал за клуб украинской высшей лиги «Темп» Шепетовка. Завершал карьеру в «Металлурге», после футбольной карьеры работал массажистом и оператором в липецком клубе.